# Achille Stuani
Achille Stuani (Castel Goffredo, 24 agosto 1897 – Caravaggio, 2 maggio 1976) è stato un politico italiano.

## Biografia
Nel 1912 era già militante nei giovani socialisti e, tornato dalla Prima guerra mondiale decorato e invalido, trovò lavoro come lavorante fornaio a Caravaggio. Eletto assessore socialista di quel Comune, passò nel 1921 al PCdI, del quale diresse la Federazione di Bergamo. Dopo un primo arresto, nel 1923, per ragioni politiche ed un'assoluzione per insufficienza di prove, Stuani fu di nuovo arrestato, nel 1928, per aver organizzato una protesta contro l'aumento del prezzo del pane. L'anno successivo, tornato in carcere, fu confinato per due anni a Lipari. Rientrato a Caravaggio si mise a lavorare come mugnaio e, dopo la caduta del fascismo, s'impegnò nella Resistenza bergamasca. Consigliere provinciale a Bergamo dopo la Liberazione, Achille Stuani è stato anche sindaco di Caravaggio e deputato del PCI dal 1948 al 1953. Passò poi al PSIUP. I funerali furono qualcosa di commemorativo.